# Suin
Suin – miejscowość i gmina we Francji, w regionie Burgundia-Franche-Comté, w departamencie Saona i Loara.
Według danych na rok 1990 gminę zamieszkiwało 321 osób, a gęstość zaludnienia wynosiła 15 osób/km² (wśród 2044 gmin Burgundii Suin plasuje się na 595. miejscu pod względem liczby ludności, natomiast pod względem powierzchni na miejscu 399.).